# Edocar
Edocar is een voormalige Nederlandse producent van speelgoed en modelauto's. Het moederbedrijf Edor Benelux NL BV was opgericht in 1950 en importeerde tot 1985 de miniatuurmodellen van het Engelse Matchbox.

## Geschiedenis
Edocar was vanaf 1986 actief en maakte onder licentie gebruik van modellen van andere fabrikanten. Aanvankelijk waren dit vooral modellen van Maisto, later volgden ook modellen van Hartoy, RealToy, GoldenWheels en YatMing. In 2007 kwam kortstondig een nieuwe serie Edocar modellen op de markt die door Loyal Bright gemaakt was.
De eerste productie omvatte 50 verschillende modelauto's op schaal 1:64 en acht oldtimermodellen op schaal 1:43.
Edocar had toestemming om op zijn producten het Coca-Cola-logo te gebruiken. Ook was het mogelijk om bij het bedrijf modellen te laten bedrukken in een specifieke bedrijfsuitmonstering.
In 1999 beschikte Edocar over distributiemogelijkheden in 13 Europese landen, Singapore en Hongkong. Nadat in 2007 het moederbedrijf failliet was gegaan, werd in hetzelfde jaar ook Edocar gesloten.

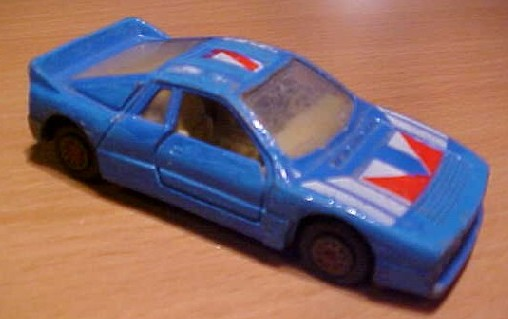
Lancia Rally 037
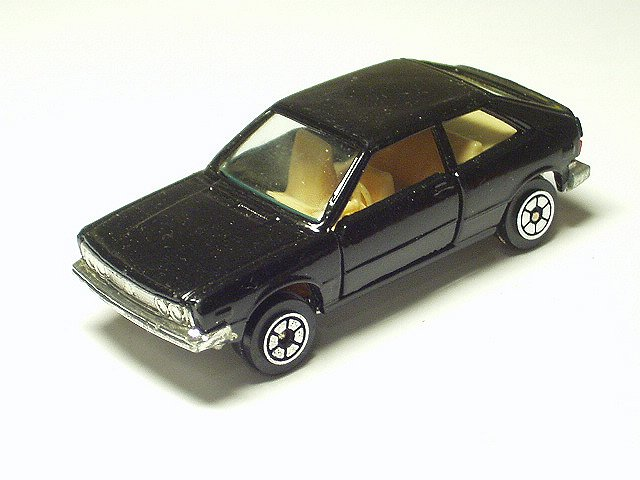
VW Scirocco I op schaal 1:64